# Standing Army
Standing Army è un documentario del 2010 diretto da Enrico Parenti e Thomas Fazi incentrato sulla rete globale di basi militari statunitensi, il loro impatto sulle popolazioni locali e il complesso militare-industriale che sostiene tale rete.

## Trama
Gli Stati Uniti d'America hanno 250.000 soldati divisi in più di 700 basi militari in almeno 40 nazioni del mondo, e loro numero è in aumento.  Se il termine impero implica il possesso di colonie, l'impero americano si basa su una rete mondiale di basi militari. Alcune sono nate come basi d'appoggio durante conflitti, ma altre sono state create dopo il termine dell'intervento statunitense, sollevando il dubbio che la cosa faccia parte di una strategia ben precisa. Chalmers Johnson, ex consulente della CIA, sostiene che si tratta di un nuovo tipo di imperialismo con un potenziale autodistruttivo destinato a minare la posizione di forza degli Stati Uniti a livello mondiale.

## Distribuzione
Il film è stato distribuito in Italia dalla Fox Italia. Il documentario è stato distribuito anche negli Stati Uniti, in Giappone,  Finlandia, Polonia, Slovenia, Spagna, Estonia, Medio Oriente, Portogallo, Belgio, Iran.

## Riconoscimenti
- 2010
  - Primo premio al II Documentary Film Festival SiciliAmbiente[5]
  - Menzione speciale per la miglior fotografia Tekfestival[4]
  - Vincitore sezione speciale dello STEPS International Film Festival[6]